# Хосе Карабалі
Хосе Карабалі (ісп. José Carabalí, нар. 19 травня 1997, Есмеральдас) — еквадорський футболіст, півзахисник японського клубу «Нагоя Грампус» та національної збірної Еквадору. Відомий за виступами в низці еквадорських клубів.

## Клубна кар'єра
Хосе Карабалі народився 1997 року в місті Есмеральдас, та є вихованцем футбольної школи клубу «Еверест». Дорослу футбольну кар'єру розпочав 2016 року в основній команді того ж клубу, в якій того року зіграв у 6 матчах чемпіонату. У 2016—2019 роках Карабалі грав у нижчолігових еквадорських клубах «Депортіво Уніболівар», «Пуерто Кіто» та «Атлетіко Сан-Домінго».
З 2020 до 2023 року Хосе Карабалі захищав кольори клубу «Універсідад Католіка», де став гравцем основного складу команди, та зіграв за цей час 41 матч у чемпіонаті країни. У другій половині 2023 року футболіст став гравцем клубу «Оренсе», а на початку 2024 року став гравцем болівійського клубу «Олвейс Реді». З середини 2024 року Карабалі грає у складі японського клубу
Протягом частини 2023 року захищав кольори клубу «Нагоя Грампус».

## Виступи за збірну
У 2021 році Хосе Карабалі дебютував у складі національної збірної Еквадору. У складі збірної був учасником розіграшу Кубка Америки 2021 року у Бразилії. Станом на початок жовтня 2024 року зіграв у складі національної збірної 4 матчі, в яких забитими м'ячами не відзначився.